# Benjamin Agosto
 (mars 2019).
Si vous disposez d'ouvrages ou d'articles de référence ou si vous connaissez des sites web de qualité traitant du thème abordé ici, merci de compléter l'article en donnant les références utiles à sa vérifiabilité et en les liant à la section « Notes et références ».
Benjamin Agosto, né le 15 janvier 1982 à Chicago, est un patineur artistique américain. Depuis 1998, sa partenaire en danse sur glace est Tanith Belbin avec laquelle il représente les États-Unis.
Belbin et Agosto sont devenus les deuxièmes Américains à être médaillés olympiques en danse sur glace, lors des Jeux olympiques de Turin en 2006, 30 ans après Collen O'Connor et James Millns.

## Biographie

### Carrière sportive
Benjamin Agosto est né d'un père portoricain et d'une mère juive d'origine russo-roumaine. Il a commencé à patiner à l'âge de six ans, après avoir reçu sa première paire de patins à son anniversaire. Au début de sa carrière, il fut entraîné par Susie Wynne. Sa première partenaire fut Katie Hill, avec qui il compétitionna au niveau Novice et Junior. Quand ce partenariat fut terminé en 1998, Benjamin a déménagé au Michigan pour s'entraîner avec Igor Shpilband, qui lui a trouvé une nouvelle partenaire.
En 1998, Benjamin et Tanith Belbin commencent leur association. Dès la saison 1999-2000, le couple connaît du succès au niveau Junior. Ils gagnèrent le titre national junior ainsi qu'une médaille de bronze aux Championnats du monde Junior. À leur première année au niveau Senior, ils se classèrent deuxième aux Championnats des États-Unis et se qualifièrent pour l'équipe mondiale. Ils sont envoyés aux Championnats du monde Junior et Senior à chaque année que leur âge leur permet.
Belbin et Agosto se qualifièrent pour aller aux Jeux olympiques de Salt Lake City en 2002, lorsqu'ils terminèrent deuxième aux Championnats des États-Unis. Mais ils n'étaient pas éligibles, car Belbin, qui est d'origine canadienne, n'avait pas la citoyenneté américaine. Ils furent donc envoyés aux autres championnats de l'ISU auxquels ils étaient éligibles : le Quatre Continents, les championnats du monde Junior et Senior. En 2002, ils ont gagné le titre de champion du monde Junior. La saison suivante, Agosto n'avait plus l'âge requis pour participer aux Championnats du monde Junior.
En 2004, Tanith and Benjamin ont gagné le championnat des États-Unis pour la première fois. Durant le championnat des États-Unis de 2005, dans lequel le système de notation du 6.0 pour la dernière fois, ils ont récolté que des notes parfaites de 6.0 pour la présentation lors de la danse libre. Sur les 30 notes de 6.0 données durant ce championnat en danse sur glace, Belbin et Agosto en ont 14. C'est le deuxième meilleur total de 6.0 après Michelle Kwan, qui est en compte 38.
Aux Championnats du monde de 2005, Belbin et Agosto ont remporté la médaille d'argent. Malgré cela, ils étaient toujours inéligibles pour aller aux Jeux olympiques de Turin en 2006, puisque Belbin n'avait toujours pas la citoyenneté américaine. Leur médaille d'argent combiné avec le classement de l'autre couple américain, permit aux États-Unis d'avoir trois places pour la danse sur glace aux Jeux olympiques pour la première fois depuis 1984.
Par un acte spécial du Congrès américain passé le 28 décembre 2005, signé par le Président George W. Bush le 31 décembre 2005, Tanith Belbin est devenu une citoyenne américaine. Ainsi, elle était éligible pour participer aux Jeux olympiques de Turin. Ils ont remporté la médaille d'argent, le 20 février 2006, devenant le premier couple de danseurs sur glace américain à remporter une médaille olympique.

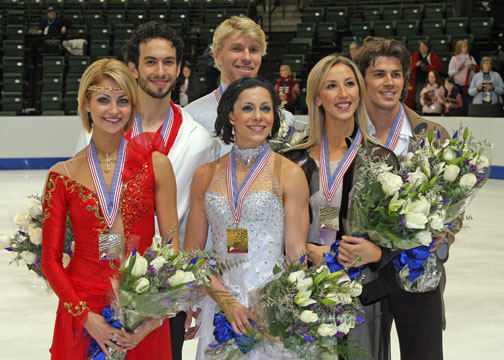
De gauche à droite Belbin/Agosto, Delobel/Schoenfelder, Kerr/Kerr à Skate America 2008.

Durant la saison 2006-2007, Belbin et Agosto ont présenté une danse libre sur la musique de That's Entertainment. Ce programme a reçu un accueil plutôt froid, donc ils ont décidé de s'en débarrasser et présentèrent une autre danse libre sur la musique du film Le fabuleux destin d'Amélie Poulain lors des championnats des États-Unis de 2007. Ils ont remporté leur troisième titre national, la médaille d'argent aux Quatre Continents et une deuxième médaille de bronze aux Championnats du monde.
Belbin et Agosto ont gagné leurs deux compétitions de Grand Prix durant la saison 2007/2008. Ils se sont qualifiés pour la finale, où ils ont terminé deuxième. Aux championnats des États-Unis 2008, ils ont remporté leur 5e titre national consécutif. Ils ont terminé 4e aux championnats du monde 2008.
À la saison 2008/2009, Belbin et Agosto ont gagné des médailles d'argent à chacune de leurs compétitions du Grand Prix. Ils se sont qualifiés pour la Finale. Ils durent déclarer forfait après la danse originale, à la suite d'une blessure que Agosto s'est faite au dos. Ils durent également déclarer forfait des championnats des États-Unis. Malgré tout, ils furent nommés sur l'équipe américaine pour les championnats du monde à Los Angeles. Après avoir terminé deuxième après la danse imposée, ils ont remporté la danse originale et terminé deuxième de la danse libre. Ils ont remporté la médaille d'argent.
Pour le Grand Prix ISU 2009/2010, Belbin et Agosto ont remporté leurs deux compétitions : Coupe de Chine et Skate America. Ils se sont qualifiés facilement pour la finale du Grand Prix, mais Belbin éprouva des ennuis avec une dent de sagesse qui avait requis une intervention chirurgicale et le couple dut déclarer forfait.
Après une 4e aux Jeux olympiques d'hiver de Vancouver et une impasse aux championnats du monde 2010 à Turin, le couple annonce la fin de leur carrière sportive amateur le 10 juin 2010.

### Changements d'entraîneur

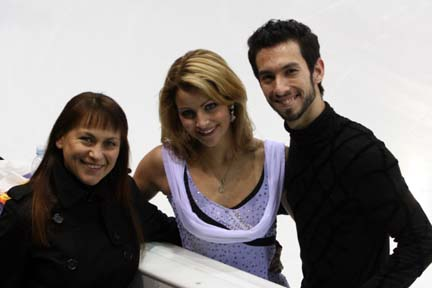
Belbin et Agosto avec Marina Zoueva à la Finale du Grand Prix ISU 2007/2008.

Depuis leurs débuts ensemble en 1998, Belbin et Agosto ont eu comme entraîneur Igor Shpilband et Marina Zoueva. En avril 2008, Belbin et Agosto ont annoncé qu'ils quittaient Igor Shpilband et Marina Zoueva, pour rejoindre Natalia Linitchouk et Guennadi Karponossov à Aston (Pennsylvanie).

## Palmarès
Avec sa partenaire Tanith Belbin
| Compétition                         | 2000    | 2001    | 2002    | 2003    | 2004    | 2005    | 2006    | 2007    | 2008    | 2009    | 2010    |  |  |  |
| Jeux olympiques d'hiver             |         |         |         |         |         |         | 2e      |         |         |         | 4e      |  |  |  |
| Championnats du monde               |         | 17e     | 13e     | 7e      | 5e      | 2e      | 3e      | 3e      | 4e      | 2e      | F       |  |  |  |
| Quatre continents                   |         |         | 2e      | 2e      | 1er     | 1er     | 1er     | 2e      |         |         |         |  |  |  |
| Championnats des États-Unis         |         | 2e      | 2e      | 2e      | 1er     | 1er     | 1er     | 1er     | 1er     | F       | 2e      |  |  |  |
| Championnats du monde juniors       | 3e      | 2e      | 1er     |         |         |         |         |         |         |         |         |  |  |  |
|                                     |         |         |         |         |         |         |         |         |         |         |         |  |  |  |
| Grand Prix ISU                      | 1999/00 | 2000/01 | 2001/02 | 2002/03 | 2003/04 | 2004/05 | 2005/06 | 2006/07 | 2007/08 | 2008/09 | 2009/10 |  |  |  |
| Finale du Grand Prix                |         |         |         |         | 3e      | 2e      |         | F       | 2e      | A       | F       |  |  |  |
| Skate America                       |         |         | 5e      | 3e      | 1er     | 1er     | 1er     |         | 1er     | 2e      | 1er     |  |  |  |
| Coupe de Chine                      |         |         |         |         |         | 1er     |         | 2e      | 1er     | 2e      | 1er     |  |  |  |
| Trophée de France                   |         |         | 6e      | 3e      | 4e      |         |         |         |         |         |         |  |  |  |
| Coupe de Russie                     |         |         |         |         | 2e      |         |         | 1er     |         |         |         |  |  |  |
| Légende : F = Forfait ; A = Abandon |         |         |         |         |         |         |         |         |         |         |         |  |  |  |